# Eduardo Manchón
Eduardo Manchón Molina (n. 24 iulie 1930, Barcelona – 29 septembrie 2010, Barcelona) a fost un jucător de fotbal spaniol care a jucat pentru echipa FC Barcelona.